# Louis Van den Eynde
Louis Van den Eynde, né à Anderlecht le 25 janvier 1881 et mort le 22 juillet 1966, est un artiste peintre et un graveur belge. Il est également ferronnier, auteur de sgraffites et d'affiches. 

## Biographie
Louis Van den Eynde, né le 25 janvier 1881, est le fils d'Alexandre Van den Eynde, cordonnier, et d'Anne Catherine Elen. Il se marie avec Jeanne Catherine Deweerdt avec qui il a deux enfants. 
Il suit une formation artistique à l'École communale de dessin d'Anderlecht, puis à l'Académie des Beaux-Arts de Bruxelles sous la direction de Constant Montald, Louis Titz et Julien Dillens. 
Il mène une vie professionnelle d'enseignant à l'École professionnelle industrielle et à l'École d'art décoratif d’Anderlecht.  
Après la Première Guerre mondiale, il découvre la station balnéaire de La Panne. C'est pourquoi, il y représente la côte, les paysages de dune, les pêcheurs, leurs bateaux et leurs maisonnettes pittoresques dans de nombreuses peintures, dessins, gravures, eaux-fortes, fusains et lithographies.  
En 1927, il achève à La Panne la construction d'une villa, dénommée Le Chalutier, avec un studio spacieux et aéré. Il y séjourne l'été et le reste de l'année habite Anderlecht. Quarante ans durant, il participe aux expositions de la Société des Artistes Français et au Cercle royal artistique et littéraire de Bruxelles.  
Il a réalisé des centaines de portraits, figures, nus, intérieurs, natures mortes, compositions florales et paysages. Dans ses paysages, il représente la campagne avec ses paysans chaussés de sabots, ses chemins, ses chaumières, ses églises, ses moulins aussi bien en Flandre, en Brabant qu'en Ardenne. De même, il a exercé ses talents de peintre réaliste dans les villes flamandes : Damme, Bruges, Courtrai et la Senne à Bruxelles. Il se rend également en France et y peint des paysages.  
Au Salon d'automne de Paris de 1936, il obtient la médaille d'argent et il y remporte également le prix de l'Yser.  

## Style artistique
Dans son style, il est resté fidèle aux canons académiques classiques : réalisme et technique figurative précise en représentant des sujets traditionnels et rustiques. 

## Sélection d'œuvres
- 1924 : Portrait de jeune homme ;
- 1933 : Maison de pêcheur et Enclos en Brabant (Exposition du Vlierhof à Saint-Idesbald) ;
- 1934 : Femme de pêcheur (présenté au Salon des Artistes français et à la Société Nationale des beaux-arts de Paris) ;
- 1935 : Portrait de Louis Van den Eynde par lui-même et Dahlias rouges ;
- 1936 : Chapeau fleuri (prix de l'Yser) et Élégance d'autrefois (médaille d'argent du Salon de la Société des Artistes français et de la Nationale) ;
- s.d. : La cathédrale.